# Selectrix
Selectrix ist ein Digitalsteuerungssystem für Modelleisenbahnen. Es dient der Steuerung des Fahrbetriebs, dem Schalten von Weichen und Signalen sowie dem Melden von Zuständen der Anlage.

## Entwicklung
Die bei Selectrix (SX) verwendete Technik wurde von Doehler & Haass (D&H) entwickelt. Selectrix ist ein eingetragenes Markenzeichen der Firma Trix in Nürnberg (seit 1997 Märklin), doch wurden auch unabhängige Anbieter von Doehler & Haass lizenziert. Die Fahrzeugdecoder werden fast alle von Doehler & Haass hergestellt, die Multiprotokoll-Decoder für den DCC-/Selectrix-Betrieb von Uhlenbrock, der Selectrix-Decoder von CT Elektronik ist eine Eigenentwicklung.
Die weiterhin gebauten, modernen Decoder für Selectrix/DCC-Betrieb in Modellbahnfahrzeugen aus dem Hause Firma Döhler und Haass sind updatefähig, bieten mehrere Funktionsausgänge, Function-Mapping usw. Digitale Zubehörartikel zur Steuerung der Modellbahn werden heute auf Grund der verbliebenen Marktnische in Kleinserie u. a. durch die Firma Stärz entwickelt und vertrieben. Die Großserienentwicklung und der flächenhafte Vertrieb der SX-Produkte in großen Stückzahlen wurde durch die Muttergesellschaft von Trix, Märklin, eingestellt.

## Protokoll
Selectrix in Version 1 verwendet ein Protokoll nach der Dokumentation NEM 680 und NEM 681 zwischen Zentrale und allen Decodern. Hierdurch liegt ein identisches Signal sowohl am Gleis als auch an den Buskabeln zwischen den Geräten an. Die Kommunikation zwischen diesen ist – anders als bei DCC – ebenfalls genormt.
Die Adressierung ist gegenüber dem DCC-System sehr unterschiedlich gelöst. Siehe NEM 681. Einer Basisadresse folgen 7 Datenpakete (z. B. 7 Loks), danach folgt die nächste Adresse und deren Datenpakete. Auf dem Bus werden 13 mal pro Sekunde die Daten für alle Systemadressen gesendet bzw. wiederholt. Änderungen an Geschwindigkeit oder Stellbefehle sind somit garantiert 1/13 Sekunde nach Auslösen beim Empfänger. Somit ist der Selectrix-Bus echtzeitfähig. Im Gegensatz dazu handelt es sich bei DCC und bei Märklins mfx um paketorientierte Protokolle mit einer von der Aktivität auf dem Bus abhängigen Geschwindigkeit.
Weiter ist die Zahl der unter einer Adresse ansprechbaren Zusatzfunktionen deutlich kleiner als beispielsweise bei modernen DCC-Decodern (gut 100 gegenüber etwa 10.000). Die Möglichkeiten der Einstellungen der Decoder beim Selectrix-Protokoll ist abhängig vom Decodertyp. Systembedingt weisen die Decoder 31 (externe) Fahrstufen auf, intern entweder 31 oder 128. Auf jedem Selectrix-Bus existieren 112 Systemadressen. Diese können gleichzeitig genutzt werden, also beispielsweise für 112 Lokomotiven oder 8 × 112 Weichen oder Gleisbelegtmelder – oder entsprechende Mischformen. Einige Zentralen bieten mehrere Selectrix-Busse an, um so den Adressraum zu vergrößern.
Über die Vor- und Nachteile beider Lösungen gehen die Meinungen auseinander, die Selectrix-Anhänger betonen die konstante Schnelligkeit (Lastunabhängigkeit) ihrer Lösung, das umfangreiche Sortiment an Decodern für viele Aufgaben (etwa Lichtsignaldecoder, Drehscheibensteuerung) und die Kompatibilität zwischen allen Anbietern, die Anwender anderer Systeme kritisieren den geringen Funktionsumfang von Selectrix-Protokoll und den geringen Adressumfang.

## Einsatzbereich
Selectrix wird aus historischen Gründen überwiegend bei den kleinen Spuren N und Z, sowie teilweise in TT, angewendet, da diese Decoder lange Zeit die kleinsten Abmessungen besaßen. Am weitesten verbreitet hat sich jedoch das auf einer Entwicklung der Firma Lenz basierende DCC-System sowie im H0-Wechselstrombereich Märklin-Motorola Digitalsystem beziehungsweise Märklin Systems von Märklin. Außerhalb Europas existiert praktisch nur DCC.